# Fernando Varela (football, 1987)
Pour les articles homonymes, voir Varela.
Fernando Lopes dos Santos Varela plus connu sous le nom de Fernando Varela, est un footballeur international cap-verdien, né le 26 novembre 1987 à Cascais. Il évolue aux postes de défenseur central et milieu défensif au PAOK Salonique.

## Carrière

### Les débuts
On en connait très peu sur sa début de carrière chez les jeunes. Cependant Fernando, évoluera sa formation avec le Sporting jusqu'en 2004. Il s'engage alors avec un autre club de la région, les canaris du GD Estoril-Praia. Il y évolue le restant de sa formation les deux années jusqu'au moment où il a sa chance avec l'équipe première.

### Estoril-Praia
Sa saison 2005-2006, est partagé entre le championnat avec les jeunes, et sa grande première avec l'équipe première. Fernando Varela n'est pas utilisé par son entraîneur. Une saison avec beaucoup de changements sur le banc à Estoril, et c'est finalement son premier match professionnel qu'il fête grâce à Marco Paulo, joueur de l'équipe et entraîneur intérimaire d'Estoril durant quelques matches. Son premier match, c'est en coupe du Portugal qu'il aura l'occasion de briller, le 11 janvier 2006 contre le Vitória Guimarães. Le résultat en est tout autre, il sort même à la soixante et unième minute de jeu avant de concéder une lourde défaite par quatre buts à zéro contre son adversaire du jour. Par la suite, Fernando revient et continue à jouer avec les U19 jusqu'à la fin de la saison. La saison suivante, il obtient un peu plus du temps de jeu et est prêté au UD Rio Maior qui évolue en troisième division.

### Rio Maior
Ses grands débuts il l'obtient enfin avec le UD Rio Maior en troisième division. Prêté par le GD Estoril-Praia, Fernando Varela s'impose très rapidement comme un titulaire de premier rang pour son entraîneur João Sousa. C'est une saison assez mitigée que partage le club, mais pour Fernando lui ses performances vont de bon train. Tout le long de la saison il contribue à vingt et un matchs de championnat avec trois buts à son compteur. Il revient par la suite à Estoril, après un bel essai avec l'équipe de Rio Maior.

### Retour à Estoril
Après son temps de jeu obtenu avec Rio Maior, Fernando Varela revient en premier plan à Estoril. Il ne s'impose pas en début de saison sous les yeux de Tulipa, mais néanmoins il obtient sa chance par la suite. N'ayant pas une place de titulaire à son nom, en début de saison il fait le plus souvent des entrées en fin de match. Varela joue plus dans la seconde moitié de championnat, ce qui passe pas inaperçu, le sélectionneur João de Deus l'appelle même pour jouer avec la sélection du Cap-Vert. La saison qui vient il en devient même un leader en défense, en gagnant sa place il reste un titulaire régulier avant d'avoir l'intérêt du CD Trofense durant le mercato d'hiver. Varela laisse ainsi le club qui la formée et trente sept matches pour deux buts toutes compétitions confondues.

### Trofense
Ses débuts révélateurs avec Estoril et en sélection nationale, et sa belle saison avec les canaris ont suscité l'intérêt du CD Trofense. Pour sa première saison en première division l'équipe de Trofense, joue très fortement le maintien et a indiqué le besoin de se renforcer dans divers postes. Il en est l'un des choix de son entraîneur Tulipa qu'il a pu porter en début de saison, avant d'être limogé par son club. Ainsi avide d'expérience en première division, Varela effectue sa grande première avec Trofense le 24 janvier 2009 durant la 15e journée contre le FC Paços de Ferreira. Il y évolue les trente minutes de la fin du match, mais ne permet pas à son équipe de bouger le résultat (1-3). L'opération maintien est désormais enclenchée dès le début de saison, et Fernando comprend l'importance de chaque point engrangé. La fin de saison s’effectue tendu, mais Fernando joue néanmoins, il inscrit son premier but en première division durant la 27e journée le 3 mai 2009 contre le CF Belenenses (2-1) sur une victoire précieuse pour le maintien. L'objectif de la saison n'étant pas réalisé et le club se voit relégué en seconde division la saison suivante. Malgré la relégation, Varela reste fidèle à son club, mais le début de saison s'annonce mal et Varela se voit blessé et mis de côté durant un long moment. Il refait son apparition durant la seconde partie de championnat avant de finir à son compteur à douze matchs durant la saison. La saison qui vient Varela joue pratiquement toute la saison et met à son compteur personnel vingt-sept rencontres avec un but en deuxième division, mais malgré cela le club de Trofense ne parvient pas à remonter en première division pour un point derrière le Gil Vicente FC et le CD Feirense. Ce qui fait que Varela par la suite, à des envies d'ailleurs et par lui-même décide de résilier son contrat avec le club de Trofense. Il met un terme après cinquante-neuf rencontres pour deux buts durant ses années avec Trofense.

### Feirense
Libre de tout contrat Varela, suscite des intérêts et c'est au CD Feirense que cela porte ses fruits. Il retrouve la première division peu après l'avoir quittée avec son ancien club. Varela rejoint donc la formation de Feirense, pour une nouvelle fois l'objectif du maintien. Le défenseur cap-verdien rejoint ses compatriotes Sténio et Stopira. Avec le Feirense il est un des piliers en défense aux côtés de Luciano, il aura fait sensation contre le match face au Benfica (1-2), en marquant le but qui donne l'avantage aux siens, avant de marquer contre son camp puis en faisant faute ainsi donnant un penalty à son adversaire et de finir sur une défaite. Varela en est actuellement à vingt huit rencontres pour trois buts marquées.

## Statistiques
| Saison                | Club                  | Championnat           | Championnat | Championnat | Coupe nationale | Coupe nationale | Coupe de la Ligue | Coupe de la Ligue | Compétition(s) continentale(s) | Compétition(s) continentale(s) | Compétition(s) continentale(s) | Cap-Vert | Cap-Vert | Total | Total |
| Saison                | Club                  | Division              | M.          | B.          | M.              | B.              | M.                | B.                | Comp.                          | M.                             | B.                             | M.       | B.       | M.    | B.    |
| 2005-2006             | GD Estoril-Praia      | 2                     | -           | -           | 1               | 0               | -                 | -                 | -                              | -                              | -                              | -        | -        | 1     | 0     |
| 2006-2007             | UD Rio Maior (prêt)   | 3                     | 21          | 3           | 2               | 0               | -                 | -                 | -                              | -                              | -                              | -        | -        | 23    | 3     |
| 2007-2008             | GD Estoril-Praia      | 2                     | 17          | 0           | 1               | 0               | 1                 | 0                 | -                              | -                              | -                              | 2        | 0        | 21    | 0     |
| 2008-2009             | GD Estoril-Praia      | 2                     | 11          | 1           | 2               | 0               | 4                 | 1                 | -                              | -                              | -                              | 1        | 0        | 18    | 2     |
| 2008-2009             | CD Trofense           | 1                     | 12          | 1           | -               | -               | -                 | -                 | -                              | -                              | -                              | 1        | 0        | 13    | 1     |
| 2009-2010             | CD Trofense           | 2                     | 12          | 0           | -               | -               | 1                 | 0                 | -                              | -                              | -                              | 1        | 0        | 14    | 0     |
| 2010-2011             | CD Trofense           | 2                     | 27          | 1           | 1               | 0               | 0                 | 0                 | -                              | -                              | -                              | 7        | 0        | 35    | 1     |
| 2011-2012             | CD Feirense           | 1                     | 30          | 3           | 1               | 0               | 2                 | 1                 | -                              | -                              | -                              | 5        | 1        | 38    | 5     |
| 2012-2013             | FC Vaslui             | 1                     | 22          | 1           | -               | -               | -                 | -                 | C1+C3                          | 2+2                            | 0+1                            | 9        | 1        | 35    | 3     |
| Total sur la carrière | Total sur la carrière | Total sur la carrière | 152         | 10          | 8               | 0               | 8                 | 2                 | -                              | 4                              | 1                              | 26       | 2        | 198   | 15    |

## Sélection nationale
Ses belles performances, sa révélation à Estoril n'ont pas passée inaperçu aux yeux du sélectionneur João de Deus. Le sélectionneur lui donne même sa première sélection en équipe nationale avec le Cap-Vert durant un match amical contre le Luxembourg (1-1) le 27 mai 2008. Depuis il est sans cesse appelée cette année la pour disputer les éliminatoires de la coupe du monde. Sa longue blessure qu'il l'a mis un long moment sur le banc, s'est fait sentir aussi en sélection il ne joue à peine une rencontre durant l'année 2009. Cependant Varela ne baisse pas les bras et fête son premier but en sélection durant sa quinzième sélection avec le Cap-Vert contre le Mali sur une victoire importante (1-0) pour les qualifications à la Coupe d'Afrique des nations 2012. Entretemps, il réalise une énorme performance lui et toute son équipe en obtenu un beau (0-0) contre le Portugal en match amical ou il évoluait en position de milieu gauche. La sélection cap-verdienne est au top et sa sélection est tout prêt d'obtenir la première qualification du Cap-Vert en phase finale de la CAN, mais cela échoue à très peu. Il marque une nouvelle fois cette-fois ci sur une lourde victoire (4-0) sur le terrain de Madagascar. Fernando Varela en est actuellement à quinze sélections et deux buts en international avec les Tubarões Azuis (les Requins bleus).

### Buts en sélection
| Buts (2) en sélection de Fernando Varela | Buts (2) en sélection de Fernando Varela | Buts (2) en sélection de Fernando Varela | Buts (2) en sélection de Fernando Varela                | Buts (2) en sélection de Fernando Varela | Buts (2) en sélection de Fernando Varela | Buts (2) en sélection de Fernando Varela | Buts (2) en sélection de Fernando Varela |
| no                                       | Date                                     | Sélection                                | Lieu                                                    | Adversaire                               | Évolution du score                       | Résultat                                 | Compétition                              |
| ---------------------------------------- | ---------------------------------------- | ---------------------------------------- | ------------------------------------------------------- | ---------------------------------------- | ---------------------------------------- | ---------------------------------------- | ---------------------------------------- |
| 1                                        | 4 septembre 2010                         | 7                                        | Estádio da Várzea, Praia, Cap-Vert                      | Mali                                     | 1-0                                      | 1 - 0                                    | Qualifications CAN 2012                  |
| 2                                        | 29 février 2012                          | 15                                       | Stade municipal de Mahamasina, Antananarivo, Madagascar | Madagascar                               | 0-3                                      | 0 - 4                                    | Qualifications CAN 2013                  |

## Palmarès

### En club
- Steaua Bucarest
  - Champion de Roumanie en 2014 et 2015.
  - Vainqueur de la Coupe de la Ligue roumaine en 2015.
  - Vainqueur de la Coupe de Roumanie en 2015.
- PAOK Salonique
  - Champion de Grèce en 2019.
  - Vainqueur de la Coupe de Grèce en 2017, 2018 et 2019.
  - Vice-Champion de Grèce en 2017 et 2018.